# Terrence Paul
Terrence Paul, född den 14 september 1964 i Oakville i Kanada, är en kanadensisk roddare.
Han tog OS-guld i åtta med styrman i samband med de olympiska roddtävlingarna 1992 i Barcelona.